# Macanal
Macanal è un comune della Colombia facente parte del dipartimento di Boyacá.
Il centro abitato venne fondato da Antonio Amar y Borbón nel 1807.